# Ouilly-du-Houley
Ouilly-du-Houley è un comune francese di 202 abitanti situato nel dipartimento del Calvados nella regione della Normandia.

## Società

### Evoluzione demografica
Abitanti censiti